# Statua della Vecchia Padova
La statua della Vecchia Padova è una statua di Giovan Battista Albanese; si tratta di una personificazione della città di Padova.

## Descrizione
Realizzata in pietra tenera di Vicenza, raffigura la città come una solenne e trionfante anziana, in quanto città più antica del Veneto, coronata dalle tre cerchie murarie che la circondano (comunali, carraresi, veneziane).

## Storia
Sino al 1872 la statua era collocata sull'edicola monumentale che decorava il Volto delle Debite.
Essa oggi è ubicata all'interno del cortile del Municipio, ai piedi della scala di destra del Palazzo del Podestà dove è stata portata nel 1997 dai Giardini pubblici dell'Arena.
Analoga rappresentazione della città si trova nella statua raffigurante Andrea Memmo in Prato della Valle, dove Padova, raffigurata come una anziana donna con una corona turrita, rende omaggio al Provveditore che ha creato la piazza.